# Moranbong
Moranbong (hangul: 모란봉, handzsa: 牡丹峰, RR: Moranbong, ’Bazsarózsadomb’) 95 méter magas domb Phenjan (P'yŏngyang) Moranbong-kujok (kuyŏk) kerületében.

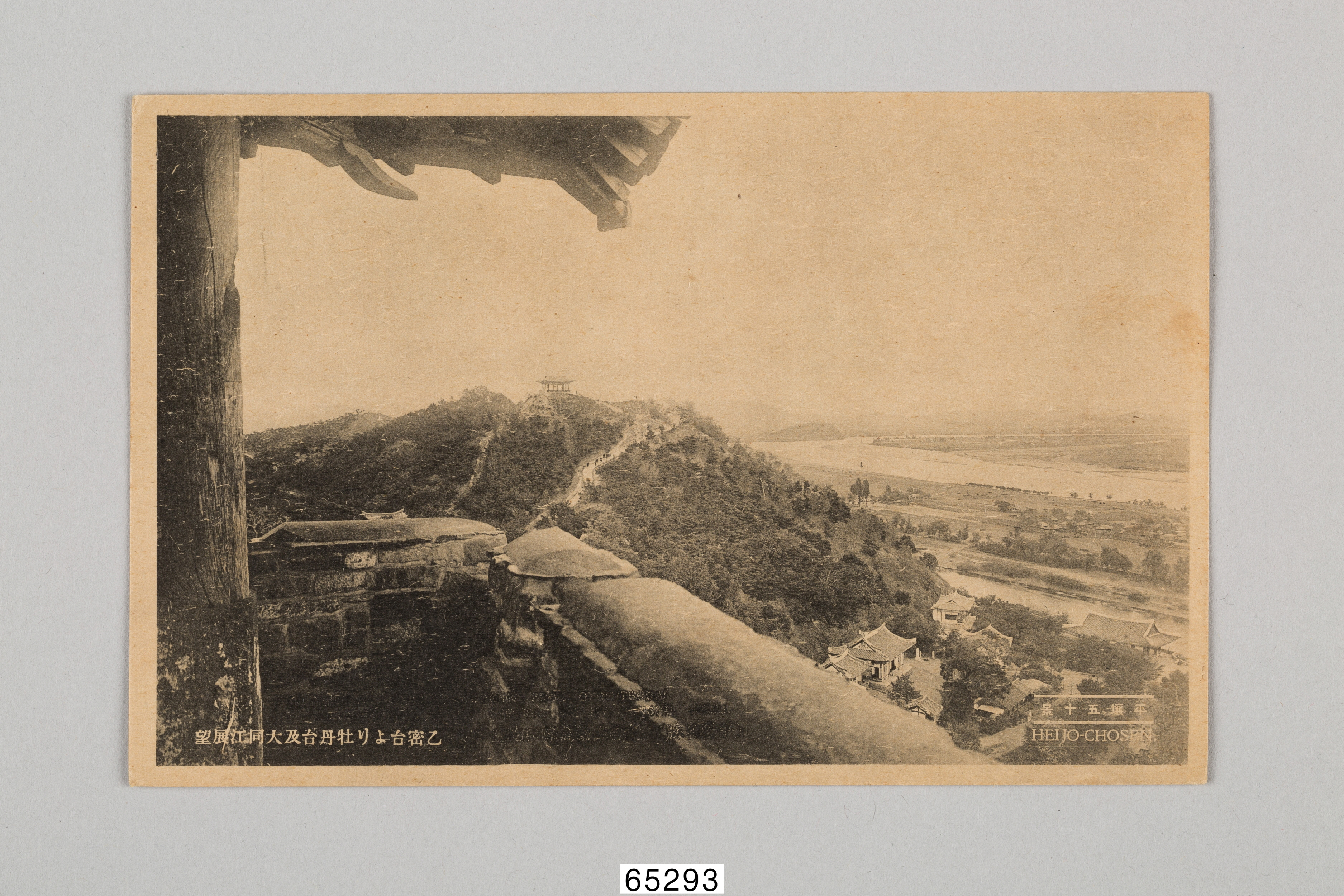
20. század eleji fénykép a Moranbongról

A három királyság korában Kogurjo (Goguryeo) államhoz tartozott, és itt állt a várost védő északi erődítmény, amely falainak maradványai még ma is láthatók. A 16. század végi imdzsin (imjin) háború idején az erőd lerombolódott.